# Bevin Prince
Bevin Prince, född 23 september 1982, Cary, North Carolina, USA, är en amerikansk skådespelerska. Hon är mest känd för rollen som Bevin i Tv-serien One Tree Hill.

## Filmografi
- Twisted - Faye
- House MD - Megan
- One Tree Hill - Bevin Mirskey